# Göntér Mária Zsuzsanna
Göntér Mária Zsuzsanna (Győr, 1923. november 16. – 2020. június 3.) szociális munkás, Göncz Árpád (1922–2015) felesége.

## Életpályája
Elemi iskolái után a családjával Budapestre költözött. 1942-ben érettségizett az Orsolyita Rend rózsadombi leánylíceumában. Ezután az akkori Közgazdasági Egyetemen − a háború miatt gyorsított képzésben – 1944-ben szociális munkás képesítést szerzett.
1952-ig a X. kerületi tanácsnál dolgozott. 1957–1963 között, amíg Göncz Árpád a börtönbüntetését töltötte, egyedül nevelte négy gyermekét.
1960–1967 között a Sikk Szövetkezet bérszámfejtője volt. Ezután Göncz Árpád műfordítói munkáját segítette gépírással. 1993-ban férjével, Göncz Árpáddal létrehozta a Kézenfogva Alapítványt, amelynek kuratóriumi elnöke volt. 2014-ben lemondott, alapítói jogait Annamária lányára hagyta.

### Munkássága
Az elsők között vett részt a hazai szociális munkás képzésben, majd hivatásszerűen is nagy odaadással fordult az elesett, sérült és hátrányos helyzetű emberek felé. Bekapcsolódott az őket segítő civil szerveződések tevékenységébe. Közreműködésével erősítette az értelmi és halmozottan sérült gyermekek sorsának, gondozásának és fejlesztésének körülményeit. Fontos szerepe volt a fogyatékosok esélyegyenlőségét szorgalmazó, kedvező nemzetközi visszhangot kiváltó törvény megszületésében.

## Családja
Édesapja, Göntér Gyula minisztériumi főtisztviselő volt. Nagyapja, Göntér Gábor Endre (1860–1940) író, tanító volt. Férjével, Göncz Árpáddal a gimnáziumban ismerkedett meg. 1947. január 14-én, Budapesten kötöttek házasságot. Négy gyermekük született: Kinga (1947–), Benedek (1951–), Annamária (1954–) és Dániel (1956–).
Sírja az Óbudai temetőben található.

## Díjai
- Heim Pál-emlékérem (2000)
- Köztársaság Elnökének Érdemérme (Mádl Ferenctől, 2002)
- Szent Imre-díj (2003)
- A Magyar Köztársasági Érdemrend középkeresztje (2004)
- Down-díj (2020)[10]

## Emlékezete
Bár nem hivatalosan, de róla kapta a nevét a a Boba–Bajánsenye-vasútvonal Zsuzsanna-alagútja Nagyrákoson.